# Adrian Hill (Schiedsrichter)

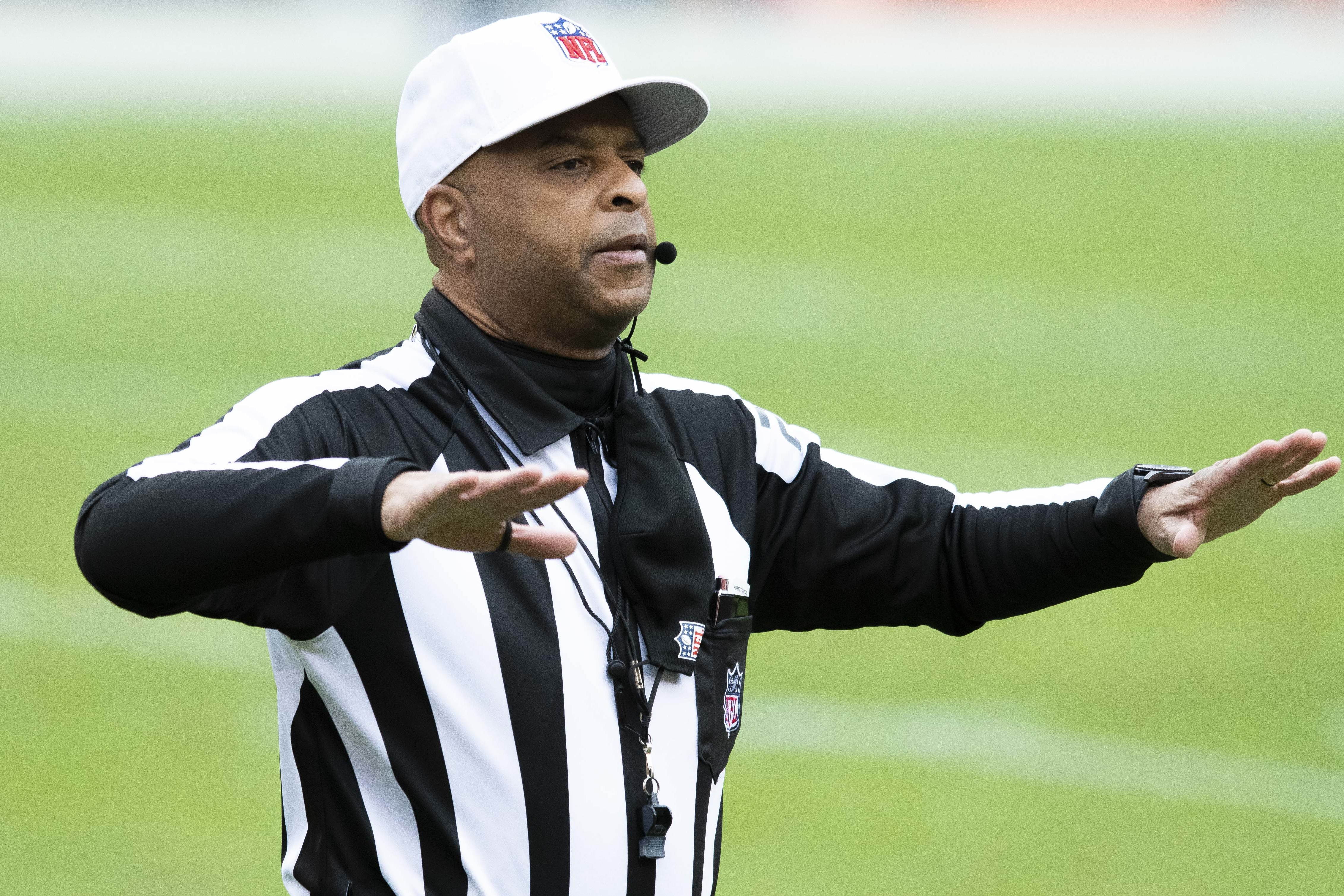
Adrian Hill (2020)

Adrian Hill (* 1965 in Washington, D.C., USA) ist ein US-amerikanischer Schiedsrichter im American Football, der seit dem Jahr 2010 in der NFL tätig ist. Er trägt die Uniform mit der Nummer 29.

## Karriere

### College Football
Vor dem Einstieg in die NFL arbeitete er als Schiedsrichter im College Football in der Conference USA.

### National Football League
Hill begann im Jahr 2010 seine NFL-Laufbahn als Line Judge beim Spiel der Washington Redskins gegen die Dallas Cowboys. Nachdem Schiedsrichter Walt Coleman seinen Rücktritt bekannt gegeben hatten, wurde er zur NFL-Saison 2019 zum Hauptschiedsrichter ernannt. Sein erstes Spiel – die Denver Broncos gegen die Chicago Bears – leitete er am 15. September 2019.

## Privates
Neben seiner Tätigkeit als Schiedsrichter ist Hill Softwareingenieur für Luft- und Raumfahrt im Weltraumforschungszentrum Applied Physics Laboratory.

## Trivia
Hill ist der siebste afroamerikanische Hauptschiedsrichter in der Geschichte der NFL. Vor ihm waren es Johnny Grier (1988), Mike Carey (1995), Jerome Boger (2006), Don Carey (2009), Ronald Torbert (2014) und Shawn Smith (2018).